# كوفرون
كوفرون هي بلدة في مقاطعة بايسون في ولاية صرخنداريا في أوزبكستان.